# True Blood: Jessica's Blog
Un spin-off de True Blood que sigue la vida nocturna de la vampiresa Jessica Hamby (Deborah Ann Woll) mientras descubre lo que se siente al Wolln "Baby Vamp", en el pequeño pueblo de Bon Temps.

## Reparto
- Deborah Ann Woll es Jessica Hamby

(38 Episodios)
- Ryan Kwanten es Jason Stackhouse

(7 Episodios)
- Stephen Moyer es Bill Compton

(9 Episodios)
- Anna Paquin es Sookie Stackhouse

(2 Episodios)
- Jim Parrack es Hoyt Fortenberry (12 Episodios)
- Kristin Bauer es Pam

(1 Episodio)
- Rutina Wesley es Tara Thornton

(1 Episodio)

## Emisiones
Los Episodios del blog aparecen en HBO después de los episodios de True Blood también Jessica tiene su propio canal de YouTube actualmente tiene 5,924 seguidores.